# Чарр, Мануэль
Мануэль Чарр (араб. مانويل شار‎, нем. Manuel Charr; род. 10 октября 1984, Бейрут, Ливан) — немецкий боксёр-профессионал, сирийско-ливанского происхождения, выступающий в тяжёлой весовой категории. Среди профессионалов бывший регулярный чемпион мира по версии WBA (2017—2021, 2023—2024) в тяжёлом весе.

## Биография
Родился Махмуд Чарр в Бейруте в 1984 году, в раннем возрасте переехал в сирийский Хомс. Отец Махмуда был убит на войне в 1987 году, после чего его мать вместе с шестью детьми по поддельным документам бежала в Германию. Из-за проблем с документами семья жила бедно. Махмуд (Чарр) начал заниматься тайским боксом и кикбоксингом и добился успехов, завоевав титулы чемпиона Германии и чемпиона Европы, а также выиграв в Нидерландах турнир К-1. Затем последовали 10 боёв на любительском ринге, но выступления в турнирах из-за поддельных документов были для Чарра невозможны.

## Любительская карьера
- 2002 — TeutoCup Чемпион в Германии.
- 2003 — районный Чемпион в Германии.
- 2004 — Westfahlen Чемпион в Германии.
- 2004 — Западный Немецкий Чемпион.

## Профессиональная карьера
Во время занятий в зале Макса Шмелинга в Берлине Чарр был замечен Улли Вегнером, сначала он подрабатывал спарринг-партнёром для более именитых боксёров в клубе Вильфрида Зауэрланда, затем и сам решил заняться профессиональным боксом, так как «бокс показывают по ТВ, и [он] предоставляет лучшие шансы». Но, не имея разрешения на работу в Германии, Мануэль не мог зарабатывать денег своими выступлениями на ринге. Вильфрид Зауэрланд предложил Чарру контракт на 3 года, но заморозил гонорары до выяснения ситуации с документами Мануэля. Чарр провёл 7 поединков за «карманные деньги», то есть за 35 евро в день и не собирался останавливаться, но по воле судьбы угодил в тюрьму на 10 месяцев за драку. В тюрьме вёл себя примернейшим образом, тренируя заключённых. Позднее Чарр перешёл к промоутеру Universum Boxing под опеку Фрица Здунека, после ухода Фрица стал работать с Михаэлем Тиммом.

### Возвращение в бокс
После двухлетнего перерыва в боксе и смены промоутерской компании он начал выступать против более опытных соперников. К своему 11-му бою Мануэль вышел на ринг против непобеждённого нигерийца Гбенги Олоукуна, который имел в своём активе 16 побед в 16-и боях, и нокаутировал его в 7-м раунде.
Также Чарр победил на своём пути известного багамского боксёра Шермана Уильямса, ямайца Оуэна Бека, которого нокаутировал на последней минуте поединка. Победил джорнименов Роберта Хоукинса, Зака Пейджа и Джонатана Паси, и вышел на бой против англичанина, бывшего претендента на чемпионский титул, Дэнни Уильямса. Чарр начал активно избивать Уильямса в 7-м раунде, и рефери вмешался в бой и зафиксировал победу техническим нокаутом.
А после победы над турком Сердаром Усаром вышел на чемпионский бой за звание интернационального чемпиона WBC против бразильца Марсело Луиза Насименто.

### 2012—2013
В 2012 году Мануэль создал свою собственную промоутерскую компанию и решил сам начать организовывать боксёрские бои. Так на одном из них он отстоял свой титул против украинского боксёра Тараса Биденко.

#### Чемпионский бой с Виталием Кличко
В мае 2012 года был подписан контракт на бой за звание чемпиона мира по версии WBC между Мануэлем Чарром и чемпионом Виталием Кличко. Первоначально поединок был намечен на 1 сентября 2012 года, и должен был состояться в Киеве на стадионе НСК «Олимпийский». Однако бой перенесли на 8 сентября, и состоялся он в Москве. За неделю до боя выиграл в лотерею около 5 тысяч евро. «Ещё одна правильная цифра — и я отменил бы бой с Кличко и ушёл в отставку», — заявил Чарр немецким журналистам.
8 сентября 2012 года в Москве, Мануэль Чарр вышел на ринг с Виталием Кличко. Бой начался не очень активно, Мануэль Чарр принял работу вторым номером, и сделал акцент на защиту. Но точные двойки со стороны Виталия Кличко достигали своих целей и в первом раунде. В конце второго раунда Чарр пошёл в контратаку, но пропустил встречные удары, и упал на канвас. Впервые за профессиональную карьеру, Чарр оказался в нокдауне. Сразу прозвучал гонг, и с третьего раунда преимущество Кличко нарастало. Чарр начал наступать, много работал корпусом, но в основном защищался. В четвёртом раунде левым кроссом Кличко рассёк Чарру бровь. Лицо Чарра тут же залилось кровью. После осмотра врача рефери решил прекратить поединок. Мануэль очень агрессивно воспринял это решение, но спустя несколько минут остыл.
После поражения, Чарр не остепенился, и решил провести рейтинговый бой против бывшего чемпиона мира в первом тяжёлом весе по версии WBC Хуана Карлоса Гомеса. По версии Чарра победа над Гомесом поднимет его на третью строчку рейтинга WBC, приблизит к повторному бою с Виталием Кличко.
Поединок с Хуаном Карлосом Гомесом сорвался из-за финансовых причин, также бывший тренер Чарра Грациано Роккиджани выдвинул высокие финансовые требования.
В конце ноября стало известно что соперником Чарра станет немец, Константин Айрих. Айрих был крепким боксёром второго эшелона. В последних поединках он смог пройти всю дистанцию боя с таким серьёзными соперниками как Одланьер Солис, и Вячеслав Глазков, что предрекало долгий поединок и с Чарром. Бой начался очень активно. С первых секунд раунда Чарр кинулся на Айриха, и обрушил на него град ударов. Чарр настолько быстро наступал, что чуть не сбил Айриха с ног не только из-за ударов, а из-за быстрого наступления. Рефери приостановил атаку Чарра, сделав ему замечание, чтоб он не толкал соперника. После этого Чарр мощным левым хуком потряс Константина в печень. Айрих упал и не смог встать на счёт «10». Чарр уверенно победил нокаутом в первом раунде, и снова заявил о себе после поражения в чемпионском бою. Этот бой стал самым коротким в карьере Чарра.
В феврале 2013 года Чарр вышел на ринг с немцем турецкого происхождения, Якупом Сагламом. Чарр вышел на ринг с большим весом, и был не сильно быстрым в бою, но удары которые наносил Саглам не доставляли ему никаких проблем. За два раунда Чарр несколько раз удачно атаковал оппонента, но яркие атаки так и не развились. В перерыве между вторым и третьим раундами Саглам ссылаясь на травму плеча отказался от продолжения боя. Мануэль Чарр победил досрочно.
Летом 2013 года должен был состоятся бой Мануэля Чарра с известным британцем, чемпионом мира в двух весовых категориях, Дэвидом Хэем. Менее чем за месяц Хэй ссылаясь на травму отказался от поединка. Чарр же чтоб не простаивать в июне 2013 года нокаутировал в 3-м раунде украинского боксёра, Алексея Мазыкина.
19 октября 2013 года Чарр победил россиянина, Дениса Бахтова. По ходу боя Денис действовал более активно и явно вёл в счёте, Чарр больше сидел за блоком, при этом нанося более сильные удары нежели получал от соперника. Однако Денис не вышел на 6-й раунд из-за травмы руки. Чарр победил отказом от продолжения поединка.

### 2014—2015
В этот период Чарр провёл несколько боёв против наиболее рейтинговых оппонентов, чередуя победы с поражениями.
12 апреля 2014 года Чарр в 10-раундовом бою победил по очкам известного американского спойлера, бывшего претендента на титул чемпиона мира, Кевина Джонсона.

#### Бой с Александром Поветкиным
30 мая 2014 года встретился с россиянином Александром Поветкиным. Мануэль был экономным в атаках: действовал в основном из-за блока и много пропускал. После шести раундов, пропущенные удары от Поветкина стали сказываться и в первой половине 7-го раунда, Поветкин, затяжной пятиударной комбинацией жёстко нокаутировал Чарра. От пропущенных ударов немец повредил челюсть, и не смог дать послематчевое интервью.
24 октября 2014 года в Москве состоялся поединок между Мануэлем Чарром и Майклом Грантом. Где Чарр победил нокаутом в 5-м раунде.
10 апреля 2015 года Жоанн Дюапа сенсационно победил по очкам бывшего претендента WBC Мануэля Чарра.
В ринге с Леапаи Чарр выглядел более чем хорошо. Он проводил хорошие комбинации, отлично двигался на ногах. Преградой для него стал только его вес, но при желании Мануэль отлично двигался в ринге. Как итог этого «всплеска» от немца единогласным решением судей.
22 августа 2015 года в Чечне, Чарр встретился с крузером Майрисом Бриедисом, который поднялся ради этого поединка в более тяжёлую весовую категорию. Мануэль Чарр вступивший накануне этого поединка в промоутерскую компанию Рамзана Кадырова проиграл тяжёлым нокаутом в 5-м раунде. Этот поединок стал первым и последним под знамёнами чеченской компании.

### 2016—2017
4 июня 2016 года после долгого 9 месячного перерыва из-за ранения в живот, вышел на ринг против белоруса Андрея Мазаника, Чарр выиграл техническим нокаутом в 7-м раунде в 8-раундовом бою.
17 сентября 2016 года Чарр победил единогласным решением судей (98-91, 97-92, 96-93) небитого швейцарца албанского происхождения Сефера Сефери и завоевал вакантный титул чемпиона по версии WBA International в супертяжёлом весе.
1 ноября 2016 года Всемирная боксёрская ассоциация лишила кубинца Луиса Ортиса титула временного чемпиона мира по версии WBA в супертяжёлом весе за отказ выйти на ринг с обязательным претендентом россиянином Александром Устиновым. После чего временным чемпионом мира по версии WBA был назначила Мануэль Чарр как владелец титула WBA International.

#### Чемпионский бой с Александром Устиновым
25 ноября 2017 года в бою за вакантный титул регулярного чемпиона по версии WBA встретился с Александром Устиновым. Устинов неплохо провёл первые два раунда, но затем Чарр захватил инициативу, он контролировал темп боя, а его атаки были точнее. В седьмом раунде Чарр потряс Устинова, но тот сумел выстоять и в конце раунда уже сам проводил атаки. В следующем отрезке времени Чарр отправил Александра на настил ринга ударом слева, тот поднялся и практически сразу же прозвучал гонг об окончании раунда. Далее поединок проходил в невысоком темпе и завершился победой Чарра решением судей со счётом 116—111, 115—111 и 115—112.

### 2018
Попытался вернутся в бокс осенью 2020 года и защитить пояс WBA Regular в Кельне (Германия) против возрастного обязательного претендента Фреса Окендо. Стоит отметить, что Окендо к тому моменту не боксировал уже 4 года, потому что суд обязал WBA предоставить бойцу возможность оспорить титул «обычного» чемпиона ввиду спорного решения в бою с Русланом Чагаевым летом 2014 года. Сириец провалил допинг-тест на анаболические стероиды и бой 29 сентября был отменен, но всё же второстепенный титул остался у Чарра.

### 2021—2023

#### Попытка возвращения
В конце января 2021 года Чарр не смог выйти на бой в США против обязательного претендента Тревора Брайана и был переведён WBA в «чемпионы в отпуске».По решению WBA титул Чарра 29 января 2021 года был разыгран между двумя подопечными Дона Кинга временным чемпионом WBA Тревором Брайаном (20-0, 14 КО) и бывшим чемпионом WBС ветераном Бермейном Стиверном (25-4-1, 21 КО).

#### Бой с Кристофером Лавджоем
15 мая 2021 года в Кельне (Германия) успешно вернулся на ринг после почти четырёхлетнего перерыва, победив нокаутом во втором раунде 37-летнего американца Кристофера Лавджоя. Бойцы провели спокойный первый раунд присматриваясь друг к другу, а во втором раунде Чарр загнав в угол более грузного и медленного оппонента нанёс пару точных ударов после которых рефери зафиксировав нокаут.

#### Бой с Николой Милачичем
28 мая 2022 года в Гамбурге в главном событии вечера побил немца Николу Милачича. «Чемпион в отпуске» не стал форсировал события в 1 раунде проводя разведку, а во второй трёхминутке точным ударом в корпус отправил соперника в нокдаун. В 3-м раунде Милачич ещё три раза оказывался на полу. Рефери зафиксировал нокаут. Осенью 2022 года подписал контракт с британским промоутером Френком Уорреном.

#### Бой с Нури Сефери
21 декабря 2022 года в Германии провёл бой с 46-летним албанцем Нури Сефери, прогнозируемо управившись с албанским ветераном за два неполных раунда (ТКО 2).

#### Потеря и возврат титула Чемпиона мира WBA
Чарр подал в суд на WBA и в конце августа 2023 года боксёрская организация вернула ему титул регулярного чемпиона мира по версии WBA, с обязанностью в течение 60 дней провести обязательную защиту титула против претендента 5-го номера рейтинга Джаррелла Миллера (26-0-1). Но также в WBA решили, что победитель этого боя, будучи регулярным чемпион мира WBA должен провести обязательную защиту со свободным бойцом, у которого будет самая высокая рейтинговая позиция в ТОП-15 от WBA. И такими бойцами в первую очередь из ТОП-5 являются: Деонтей Уайлдер (#1), Мартин Баколе (#2), Энтони Джошуа (#3) и Ленье Перо (#4). В итоге победитель этого мини-турнира станет обязательным претендентом на титул супер-чемпиона мира по версии WBA, которым сегодня является Александр Усик.

### 2024 — настоящее время

#### Бой с Кубратом Пулевым
30 марта должен был провести защиту титула регулярного чемпиона WBA в Софии против бывшего претендента Кубрата Пулева в тяжёлом весе, но из-за травмы левого бицепса поединок перенесён. 7 декабря в Софии состоялся с Пулевым. В бою сразу наметился рисунок Пулев работал от джеба, а Чарр шёл вперед с блоком пытаясь разорвать дистанцию и сблизиться. На удобной средней и ближней дистанции Мануэль атаковал размашистыми боковыми и апперкотами. К середине боя такая стратегия стала вредить самому Чарру, потому что у него были проблемы с обзором и болгарин часто прошивал блок своим джебом. Первая половина боя осталась за Кубратом Пулевым. Вторая половина боя выдалась более конкурентной, особенно заметно это было в эпизодах когда чемпион не ждал за блоком, а сам атаковал сериями. Оба за бой получили рассечение над левым глазом. Концовка прошла более конкурентно чем начало боя. Кубрат Пулев одержал победу единогласным решением судей: 117–111, 117–111, 116–112 и стал новым регулярным чемпионом WBA в 43 года.

## Результаты профессиональных боёв
В таблице перечислены результаты всех поединков боксёров.
В каждой строке указан результат поединка. Дополнительно номер поединка обозначен цветом, который обозначает итог поединка. Расшифровка обозначений и цветов представлена в нижеследующей таблице.
| Пример | Расшифровка                     |
| ------ | ------------------------------- |
|        | Победа                          |
|        | Ничья                           |
|        | Поражение                       |
|        | Планируемый поединок            |
|        | Поединок признан несостоявшимся |
| КО     | Нокаут                          |
| ТКО    | Технический нокаут              |
| PTS    | Решение судей (по очкам)        |
| UD     | Единогласное решение судей      |
| MD     | Решение большинства судей       |
| SD     | Раздельное решение судей        |
| RTD    | Отказ от продолжения боя        |
| DQ     | Дисквалификация                 |
| NC     | Поединок признан несостоявшимся |

| 39 поединков, 34 победы (20 нокаутом), 5 поражений. | 39 поединков, 34 победы (20 нокаутом), 5 поражений. | 39 поединков, 34 победы (20 нокаутом), 5 поражений. | 39 поединков, 34 победы (20 нокаутом), 5 поражений. | 39 поединков, 34 победы (20 нокаутом), 5 поражений. | 39 поединков, 34 победы (20 нокаутом), 5 поражений. | 39 поединков, 34 победы (20 нокаутом), 5 поражений.                                                                     |
| Бой                                                 | Рекорд                                              | Дата боя                                            | Соперник                                            | Место проведения боя                                | Результат                                           | Комментарии |
| --------------------------------------------------- | --------------------------------------------------- | --------------------------------------------------- | --------------------------------------------------- | --------------------------------------------------- | --------------------------------------------------- | --- |
| 39                                                  | 34-5                                                | 7 декабря 2024                                      | Кубрат Пулев (32-3)                                 | Армеец, София, Болгария                             | UD 12                                               | Бой за титул регулярного чемпиона мира по версии WBA (1-я защита Чарра). Счёт судей: 117-111, 117-111, 116-112.         |
| 38                                                  | 34-4                                                | 21 декабря 2022                                     | Нури Сефери (42-10)                                 | ECB Boxgym, Гамбург, Германия                       | TKO 2 (10), 2:56                                    | Сефери в нокдауне в 1 раунде                                                                                            |
| 37                                                  | 33-4                                                | 28 мая 2022                                         | Никола Милачич (21-2)                               | Die Bucht, Гамбург, Германия                        | KO 3 (10)                                           | Милачич в нокдауне 2-м и три раза 3-м раунде                                                                            |
| 36                                                  | 32-4                                                | 15 мая 2021                                         | Кристофер Лавджой (19-0)                            | Box Gym, Кёльн, Германия                            | KO 2 (12), 1:09                                     | |
| Перерыв в 3,5 года.                                 |                                                     |                                                     |                                                     |                                                     |                                                     | |
| 35                                                  | 31-4                                                | 25 ноября 2017                                      | Александр Устинов (34-1)                            | Оберхаузен, Германия                                | UD 12                                               | Счёт судей: 116-111, 115-111, 115-112. Завоевал вакантный титул регулярного чемпиона мира по версии WBA в тяжёлом весе. |
| 34                                                  | 30-4                                                | 17 сентября 2016                                    | Сефер Сефери (21-0)                                 | Гёппинген, Германия                                 | UD 10                                               | Счёт судей: 98-91, 97-92, 96-93. Завоевал вакантный титул чемпиона по версии WBA International в тяжёлом весе.          |
| 33                                                  | 29-4                                                | 4 июня 2016                                         | Андрей Мазаник (12-7-0)                             | Кассель, Германия                                   | TKO 7 (8), 2:25                                     | |
| 32                                                  | 28-4                                                | 22 августа 2015                                     | Майрис Бриедис (16-0-0)                             | Ахмат-Арена, Грозный, Россия                        | KO 5 (8), 2:55                                      | |
| 31                                                  | 28-3                                                | 22 мая 2015                                         | Алекс Леапаи (30-6-3)                               | Москва, Россия                                      | UD 10                                               | |
| 30                                                  | 27-3                                                | 10 апреля 2015                                      | Жоан Дюопа (31-2-0)                                 | СК «Олимпийский», Москва, Россия                    | MD 10                                               | |
| 29                                                  | 27-2                                                | 24 октября 2014                                     | Майкл Грант (48-5)                                  | Москва, Россия                                      | RTD 5 (10), 3:00                                    | |
| 28                                                  | 26-2                                                | 30 мая 2014                                         | Александр Поветкин (26-1)                           | Москва, Россия                                      | KO 7 (12), 1:09                                     | Бой за вакантный титул чемпиона по версии WBC International в супертяжёлом весе.                                        |
| 27                                                  | 26-1                                                | 12 апреля 2014                                      | Кевин Джонсон (29-5-1)                              | Бонн, Германия                                      | UD 10                                               | Счёт судей: 97-93, 97-93, 98-92.                                                                                        |
| 26                                                  | 25-1                                                | 19 октября 2013                                     | Денис Бахтов (36-8)                                 | Лейпциг, Германия                                   | RTD 5 (12), 3:00                                    | Бой за титул WBC International Silver.                                                                                  |
| 25                                                  | 24-1                                                | 15 июня 2013                                        | Алексей Мазыкин (14-8-2)                            | Хаттерсхайм-на-Майне, Германия                      | KO 3 (12)                                           | Выиграл титулы WBC Baltic и WBC Mediterranean.                                                                          |
| 24                                                  | 23-1                                                | 22 февраля 2013                                     | Якуп Саглам (28-1)                                  | Галац, Румыния                                      | RTD 2 (12), 3:00                                    | Бой за интернациональный титул WBC Silver, 2-я защита Чарра.                                                            |
| 23                                                  | 22-1                                                | 21 декабря 2012                                     | Константин Айрих (24-8-2)                           | Кёльн, Германия                                     | KO 1 (12), 0:44                                     | Бой за вакантные титулы, WBC Mediterranean и WBC Baltic.                                                                |
| 22                                                  | 21-1                                                | 8 сентября 2012                                     | Виталий Кличко (44-2)                               | СК Олимпийский, Москва, Россия                      | TKO 4 (12), 2:04                                    | Бой за титул чемпиона мира по версии WBC, 9-я защита Кличко.                                                            |
| 21                                                  | 21-0                                                | 30 марта 2012                                       | Тарас Биденко (28-4)                                | Кёльн, Германия                                     | UD 12                                               | 116:111, 116:111, 116:111. Бой за интернациональный титул WBC Silver, 1-я защита Чарра.                                 |
| 20                                                  | 20-0                                                | 18 ноября 2011                                      | Марсело Луис Насименто (15-1)                       | Куксхафен, Германия                                 | RTD 8 (12), 3:00                                    | Бой за вакантный интернациональный титул WBC Silver.                                                                    |
| 19                                                  | 19-0                                                | 3 сентября 2011                                     | Сердар Уйсал (13-14-2)                              | Куксхафен, Германия                                 | DQ 1 (6), 1:28                                      | |
| 18                                                  | 18-0                                                | 25 июня 2011                                        | Дэнни Уильямс (43-9)                                | Кёльн, Германия                                     | TKO 7 (8), 1:16                                     | |
| 17                                                  | 17-0                                                | 19 февраля 2011                                     | Джонатан Паси (9-18-2)                              | Штутгарт, Германия                                  | TKO 5 (8), 2:58                                     | |
| 16                                                  | 16-0                                                | 4 декабря 2010                                      | Зак Пейдж (21-31-2)                                 | Шверин, Германия                                    | MD 8                                                | 78-75, 76-76, 78-74. |
| 15                                                  | 15-0                                                | 19 ноября 2010                                      | Роберт Хоукинс (23-15)                              | Гамбург, Германия                                   | RTD 5 (8), 3:00                                     | |
| 14                                                  | 14-0                                                | 9 января 2010                                       | Оуэн Бек (29-3)                                     | Магдебург, Германия                                 | TKO 10 (10), 2:44                                   | |
| 13                                                  | 13-0                                                | 10 октября 2009                                     | Шерман Уильямс (34-10-2)                            | Росток, Германия                                    | UD 10                                               | 98-94, 97-93, 99-91. |
| 12                                                  | 12-0                                                | 6 июня 2009                                         | Реймон Хейс (15-27-1)                               | Оберхаузен, Германия                                | TKO 3 (8), 0:42                                     | |
| 11                                                  | 11-0                                                | 25 апреля 2009                                      | Гбенга Олоукун (16-0)                               | Крефельд, Германия                                  | KO 7 (8), 1:29                                      | |
| 10                                                  | 10-0                                                | 31 мая 2008                                         | Аднан Серин (19-8-1)                                | Дюссельдорф, Германия                               | UD 6                                                | 58-55, 58-55, 58-55. Серин в нокдауне в 5 раунде.                                                                       |
| 9                                                   | 9-0                                                 | 19 апреля 2008                                      | Эдгар Калнар (15-11)                                | Магдебург, Германия                                 | UD 4                                                | 40-34, 40-34, 39-35. |
| 8                                                   | 8-0                                                 | 5 апреля 2008                                       | Александр Селезень (1-2)                            | Дюссельдорф, Германия                               | UD 4                                                | 40-36, 40-36, 40-36. |
| Перерыв почти в 2 года.                             |                                                     |                                                     |                                                     |                                                     |                                                     | |
| 7                                                   | 7-0                                                 | 13 мая 2006                                         | Педро Каррион (2-0)                                 | Цвиккау, Германия                                   | MD 8                                                | 78-76, 77-76, 76-76. |
| 6                                                   | 6-0                                                 | 8 апреля 2006                                       | Радован Куца (Дебют)                                | Ахен, Германия                                      | KO 1 (6), 1:35                                      | |
| 5                                                   | 5-0                                                 | 28 января 2006                                      | Штефан Бауманн (2-1)                                | Берлин, Германия                                    | KO 1 (6), 0:38                                      | |
| 4                                                   | 4-0                                                 | 16 июля 2005                                        | Валентин Маринель (0-1)                             | Нюрнберг, Германия                                  | TKO 2 (4), 0:40                                     | |
| 3                                                   | 3-0                                                 | 11 июня 2005                                        | Эзкан Четинкая (3-1)                                | Кемптен, Германия                                   | UD 4                                                | 39-36, 40-35, 40-35. Четинкая в нокдауне в 1 раунде.                                                                    |
| 2                                                   | 2-0                                                 | 28 мая 2005                                         | Нандор Ковач (Дебют)                                | Вена, Австрия                                       | TKO 2 (4)                                           | Единственный профессиональный бой Ковача.                                                                               |
| 1                                                   | 1-0                                                 | 14 мая 2005                                         | Давид Висена (0-1)                                  | Байройт, Германия                                   | UD 4                                                | |
| Бой                                                 | Рекорд                                              | Дата боя                                            | Соперник                                            | Место проведения боя                                | Результат                                           | Комментарии |